# SDガンダム WINNER'S HISTORY
『SDガンダム WINNER'S HISTORY』（エスディーガンダム ウイナーズヒストリー）は、1995年3月24日にバンダイから発売されたゲームギア用ゲームソフトで、「SDガンダム」を題材にしたウォー・シミュレーションゲーム。

## 概要
同社から発売された『SDガンダムワールド ガチャポン戦士』シリーズと同じように拠点基地でユニットの生産を行い、敵勢力を打倒するのがゲームの目的となっている。

## 登場作品
- 機動戦士ガンダム
- 機動戦士ガンダム0080 ポケットの中の戦争
- 機動戦士ガンダム0083 STARDUST MEMORY
- 機動戦士Ζガンダム
- 機動戦士ガンダムΖΖ
- 機動戦士ガンダム 逆襲のシャア
- 機動戦士ガンダムF91
- 機動戦士Vガンダム
- 機動武闘伝Gガンダム